# IFK Göteborg Futsal
IFK Göteborg Futsal är en futsalförening från Göteborg som tidigare hette Göteborg Futsal Club. Föreningen har ett herrlag och ett damlag.

## Historik
Klubben bildades 2007 av Martin Norén, Per Broberg och Patrik Syk. Herrlaget har varit i SM-final i futsal vid fyra tillfällen och har tre SM-guld från 2013, 2015 och 2016. Under sommaren 2013 representerade Göteborg Futsal Club Sverige i UEFA Futsal Cup. I oktober 2015 blev Göteborg Futsal Club en del av föreningen IFK Göteborg, och bytte således namn till IFK Göteborg Futsal. Föreningen är sedan 2018 en del i Alliansföreningen IFK Göteborg.
IFK Göteborg Futsal innehar sedan 2017 det svenska publikrekordet (2457 åskådare) i futsal. Publikrekordet sattes under derbyt mot Gais i Scandinavium. IFK Göteborg Futsal är den första svenska futsalklubb att ta sporten från de små hallarna till en riktig inomhusarena.